# Aviso legal
Un aviso legal, descargo de responsabilidad, o disclaimer, es una referencia a las notificaciones que se encuentran comúnmente en e-mensajes de correo electrónico y páginas web, que establece los derechos del lector de un documento en particular y la responsabilidad del usuario y del autor.

## Tipos de avisos

### De mensajería electrónica
Es muy común encontrar este tipo de mensajes de advertencia (mail). Por lo general estos términos contiene advertencias para el lector para mantener el contenido de la información confidencial o de las medidas que el lector debe tomar para recibir el mensaje de error. El uso de estas advertencias es generalizada, especialmente en los mensajes originados en la infraestructura de las empresas

### Ejemplo
De conformidad con la Ley 34 del 11 de julio de 2002, LSSICE, el presente e-mail es enviado a su usted porque entendemos que contamos con su autorización previa, para el envío del mismo. Ya qúe su dirección de correo  e-mensajes de correo electrónico ha sido dada de alta por usted para la recepción de los boletines de nuestra Web. Si considera que esto es un error o su mail ha sido introducido por otra persona y no desea recibir dicho servicio, rogamos se dé de baja.

### Páginas Web
Es muy común encontrar este tipo de mensajes de advertencia en la mayoría de webs. Por lo general estas son creadas para proteger tanto a la empresa como al usuario, llegando a un acuerdo mutuo entre ambas partes.

### Ejemplo
La información que se muestran a continuación contiene la política de privacidad y las condiciones generales de nuestros productos y servicios. Por ende recomendamos leerla detenidamente. La empresa advierte de que los materiales contenidos en esta página Web han sido incluidos a mero título informativo, por lo que resultan insuficientes para tomar decisiones o asumir posiciones en un caso concreto. No constituyen asesoramiento o servicio profesional por parte de la empresa sobre ningún asunto en particular. La empresa no asume ninguna responsabilidad por los daños y perjuicios resultantes o que tengan conexión con el empleo de dicha información.